# Ајструп
Ајструп (њем. Eystrup) општина је у њемачкој савезној држави Доња Саксонија. Једно је од 36 општинских средишта округа Нинбург (Везер). Према процјени из 2010. у општини је живјело 3.315 становника. Посједује регионалну шифру (AGS) 3256007.

## Географски и демографски подаци
Ајструп се налази у савезној држави Доња Саксонија у округу Нинбург (Везер). Општина се налази на надморској висини од 15 метара. Површина општине износи 24,1 km². У самом мјесту је, према процјени из 2010. године, живјело 3.315 становника. Просјечна густина становништва износи 138 становника/km².